# 山形県の観光地

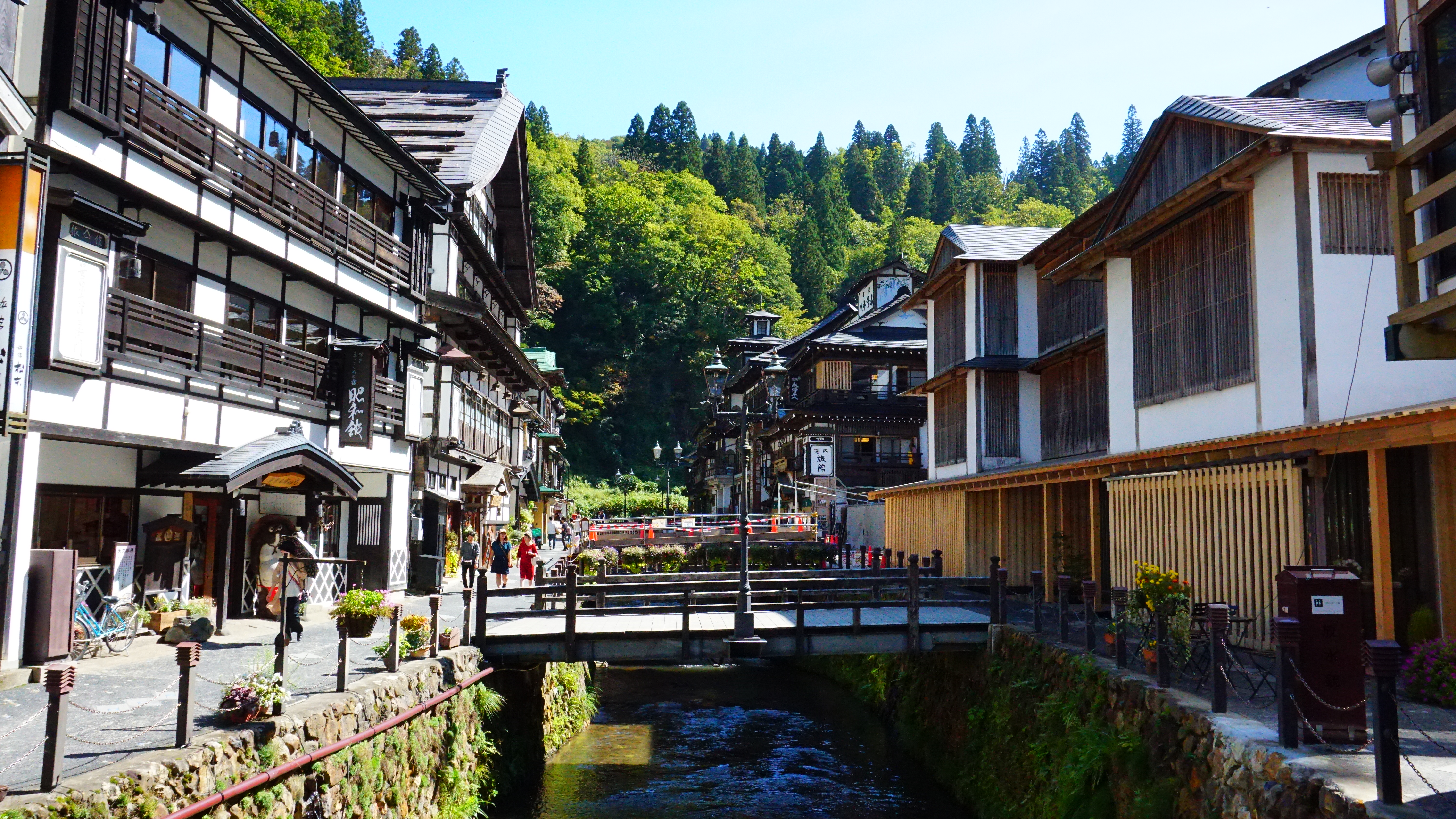
銀山温泉

山形県の観光地（やまがたけんのかんこうち）は、山形県内の主要な観光地に関する項目である。

## 対象別

### 文化財等

#### 国宝建築
- 羽黒山五重塔（鶴岡市）

- 羽黒山五重塔

#### 国の名勝
- 酒井氏庭園
- 本間氏別邸庭園（鶴舞園）
- 本間美術館
- 立石寺

- 酒井氏庭園
- 本間氏別邸庭園（鶴舞園）
- 立石寺

#### 特別天然記念物
- 羽黒山のスギ並木
- 東根の大ケヤキ

- 東根の大ケヤキ

#### 重要伝統的建造物群保存地区
- なし

#### 重要文化的景観
- 最上川の流通・往来及び左沢町場の景観
- 最上川上流域における長井の町場景観

- 最上川の流通・往来及び左沢町場の景観

#### 重要文化財・史跡・登録有形文化財等
- 上杉神社
- 致道館
- 蟹仙洞

#### 文化施設
博物館・美術館
水族館
- 鶴岡市立加茂水族館

- 山形県立博物館
- 鶴岡市立藤沢周平記念館
- 山形美術館
- 鶴岡市立加茂水族館

### 公園等

#### 国立・国定・国営公園
- 国立公園
  - 磐梯朝日国立公園
- 国定公園
  - 蔵王国定公園
  - 鳥海国定公園
  - 栗駒国定公園

- 磐梯朝日国立公園
（飯豊山地）
- 鳥海国定公園
（鳥海山）
- 栗駒国定公園
（神室山）

#### ラムサール条約登録地域
- 大山上池・下池

#### 県立自然公園
- 庄内海浜県立自然公園
- 御所山県立自然公園
- 県南県立自然公園
- 加無山県立自然公園
- 天童高原県立自然公園
- 最上川県立自然公園

#### 県営都市公園
- 山形県総合運動公園
- 西蔵王公園
- 弓張平公園
- 中山公園
- 最上川ふるさと総合公園
- 最上中央公園
- 蔵王みはらしの丘・ミュージアムパーク
- 健康の森公園
- 悠創の丘
- 庄内空港緩衝緑地
- 県民緑地
- 県政史緑地

- 山形県総合運動公園
- 最上川ふるさと総合公園
- 最上中央公園
- 庄内空港緩衝緑地

#### 大型公園・動物園・植物園・遊園地
大型公園
動物園・植物園・遊園地
- 河北町児童動物園
- 山形市野草園
- リナワールド

- 霞城公園
- 長井あやめ公園
- 山形市野草園
- リナワールド

#### 恋人の聖地
- クラゲドリーム館 加茂水族館
- 花咲山展望台
- 東沢バラ公園

- 白川ダム湖畔

### 祭事・行事等
- 花笠まつり
- 酒田まつり
- 新庄まつり（山・鉾・屋台行事）
- かみのやま温泉全国かかし祭
- カセ鳥
- 薬師祭植木市

- 花笠まつり
- 酒田まつり

## 地域別

### 村山地方

#### 東南村山地区
- 山形市 - 立石寺、ぐっと山形、蔵王温泉、文翔館、済生館、蔵王連峰（蔵王ロープウェイ、蔵王中央ロープウェイ、ドッコ沼、御釜など）、霞城公園、山形県立博物館、山形駅、最上義光歴史館、山寺芭蕉記念館、霞城セントラル、西蔵王公園、山形蔵王温泉スキー場、山形美術館、山形県産業科学館、山形まるごと館 紅の蔵、光禅寺、馬見ヶ崎川、面白山高原スキー場、山形花笠まつり、薬師祭植木市、山形国際ドキュメンタリー映画祭、日本一の芋煮会、山形大花火大会、山形紅花まつり
- 上山市 - 上山温泉、上山城、蔵王エコーライン、リナワールド、上山藩武家屋敷、蔵王連峰、斎藤茂吉記念館、かみのやま温泉全国かかし祭、カセ鳥
- 天童市 - 道の駅天童温泉（天童市森林情報館「もり〜な天童」など）、将棋むら天童タワー、天童温泉、舞鶴山、若松寺、広重美術館、山形県総合運動公園、天童市将棋資料館、天童市美術館
- 山辺町 - 山辺温泉、安国寺、山形県県民の森
- 中山町 - ひまわり温泉 ゆ･ら･ら、最上川中山緑地公園

- 日本一の芋煮会フェスティバル
- 上山城
- 舞鶴山

#### 西村山地区
- 寒河江市 - 慈恩寺、道の駅寒河江、寒河江温泉、さくらんぼ会館、寒河江公園、最上川ふるさと総合公園、林家舞楽、全国さくらんぼの種吹きとばし大会
- 河北町 - 紅花資料館、林家舞楽
- 西川町 - 月山、道の駅にしかわ、五色沼、月山湖、山形県立自然博物園
- 大江町 - 道の駅おおえ、テルメ柏陵健康温泉館、左沢の街並み、水郷大江夏まつり灯ろう流し花火大会
- 朝日町 - 白山神社、asahi自然観

- 月山湖

#### 北村山地区
- 村山市 - 道の駅むらやま、最上川、東沢バラ公園、むらやま徳内まつり
- 東根市 - よってけポポラ、関山大滝、さくらんぼ東根温泉、浅間神社、黒伏高原スノーパークジャングル・ジャングル、東根大塚古墳、ひがしねあそびあランド、さくらんぼタントクルセンター、東根の大ケヤキ
- 尾花沢市 - 銀山温泉、白銀公園、サンビレッジ徳良湖オートキャンプ場、道の駅尾花沢、銀山遊歩道、諏訪神社、芭蕉・清風歴史資料館、おばなざわ花笠まつり
- 大石田町 - 大石田まつり最上川花火大会

- 東沢バラ公園
- 関山大滝

### 最上地方
- 新庄市 - 最上川、最上広域交流センター ゆめりあ、もがみ物産館、新庄ふるさと歴史センター、新庄城址（最上公園）、新庄まつり
- 金山町 - マルコの蔵
- 最上町 - 瀬見温泉、赤倉温泉
- 舟形町 - 最上小国川
- 真室川町 - まむろがわ温泉 梅里苑
- 大蔵村 - 肘折温泉、最上川、光明寺
- 鮭川村 - 小杉の大杉
- 戸沢村 - 最上峡、道の駅とざわ、白糸の滝、御池

- 最上峡

### 置賜地方

#### 西置賜地区
- 長井市 - 白山神社、長遠寺、葉山、長井あやめ公園、伊佐沢の久保ザクラ
- 小国町 - 飯豊山、白糸の滝、白い森おぐに湖
- 白鷹町 - 道の駅白鷹ヤナ公園、白鷹町営スキー場
- 飯豊町 - 道の駅いいで、飯豊山、どんでん平ゆり園

- 伊佐沢の久保ザクラ
- 白い森おぐに湖

#### 東置賜地区
- 米沢市 - 米沢城址（上杉神社、稽照殿、上杉記念館など）、道の駅米沢、小野川温泉、米沢市上杉博物館、白布温泉、宮坂考古館、上杉家廟所、滑川温泉、酒造資料館 東光の酒蔵、姥湯温泉、林泉寺、米沢スキー場、天元台高原、愛宕神社 (米沢市遠山町)、旧米沢高等工業学校本館、塩野毘沙門堂、塩野毘沙門堂祭礼、上杉雪灯篭まつり、米沢上杉まつり
- 南陽市 - 赤湯温泉、烏帽子山八幡宮・烏帽子山公園、熊野神社、南陽市立結城豊太郎記念館
- 高畠町 - 道の駅たかはた、高畠町太陽館、亀岡文殊、まほろば・童話の里 浜田広介記念館、犬の宮・猫の宮
- 川西町 - 川西ダリヤ園、立岩の石割桜、鏡沼、大光院、上小松諏訪神社、掬粋巧芸館

- 上杉神社
- 赤湯温泉

### 庄内地方
- 酒田市 - 山居倉庫（酒田夢の倶楽）、土門拳記念館、本間美術館・本間家旧本邸、飛島（荒崎海岸など）、酒田市立資料館、宝蔵寺、南洲神社、本楯大物忌神社、玉簾の滝、日和山公園、円通寺、酒田市美術館、旧鐙屋、相馬樓、日枝神社、さかた海鮮市場、酒田まつり、酒田花火ショー
- 鶴岡市 - 鶴岡市立加茂水族館、月山・羽黒山（羽黒山五重塔、出羽神社など）・湯殿山（湯殿山神社など）の出羽三山、湯野浜温泉、あつみ温泉、道の駅あつみ、鶴岡公園（大宝館など）、道の駅月山、旧風間家住宅 「丙申堂」、大日坊、荘内神社、スタジオセディック庄内オープンセット、雷電神社、湯田川温泉、致道館・致道博物館、大宝館、厳島神社、鶴岡カトリック教会天主堂、鶴岡市立藤沢周平記念館、善寳寺、由良海水浴場、白山島、摩耶山、馬渡の桜並木、湯野浜海水浴場、マリンパークねずがせき、黒川能
- 三川町 - 道の駅庄内みかわ、イオンモール三川、なの花温泉 田田
- 庄内町 - 道の駅しょうない、最上川、清河八郎記念館、弥陀ヶ原、やや祭り
- 遊佐町 - 道の駅鳥海、鳥海山、十六羅漢岩、鳥海ブルーライン、西浜海水浴場、アマハゲ

- 山居倉庫
- 鶴岡公園
- あつみ温泉
- 十六羅漢岩